# Türkmeneli TV
Türkmeneli TV ist ein turkmenischer Fernsehsender des Irak, der der Partei Turkmenenfront des Irak gehört und aus Kirkuk betrieben wird. 

## Gründung
Die Ausstrahlung des ersten und einzigen turkmenischen Senders im Irak begann im Jahre 2004. Der Sender gehört der irakischen Turkmenenfront (türkisch Irak Türkmen Cephesi, ITC), deren Vorsitzender bei der Gründung Sa'd ad-Din Arkidsch (Sadettin Ergeç) war und jetzt Arschad Salihi ist. Der Sender wurde nach dem gleichnamigen Gebiet Türkmeneli benannt. Der Sitz ist in der nordirakischen Stadt Kirkuk. Türkmeneli TV wird von der Türkei unterstützt.

## Programm
Die Programmbeiträge werden hauptsächlich in Türkisch gehalten. Der Sender sendet ein Vollprogramm.

## Empfang
Türkmeneli TV kann über Türksat 2A in Europa, West- und Zentralasien sowie über Nilsat in Nordafrika empfangen werden. Das Programm wird über Türksat 2A 42° Ost auf 11,839 GHz vertikal (Symbolrate: 4444) und über Nilsat 7° West auf 12,398,78 GHz horizontal (Symbolrate: 27.500) ausgestrahlt. Über die Senderwebseite sind Programme als Livestreams verfügbar. 